# バードケージ (小説)
『バードケージ』は、清水義範の小説である。新基礎英語2（2002年度）と新基礎英語3（2003年度）に連載されていた作品で、2004年にNHK出版から単行本として出版されている。

## あらすじ
主人公の竹沢遥祐は今春の大学受験に失敗し予備校生として浪人生活を送っていたが、初夏を迎えても本腰を入れて受験勉強をしていたわけでもなくむしろその鬱屈した日常から抜け出したいという思いでいっぱいだった。そんなある日瀬戸川忠という男が駅のホームから転落するところに遭遇し遥祐は助けると、瀬戸川から1億円を3か月で使い切るゲームを勧められる。実は瀬戸川がこのゲームを勧めたのは自分の愛娘を自殺で亡くしお金を恨むようになっていたことからだった。ゲームを始めるにあたって楽しんでお金を使わなければならないという瀬戸川の指示を遥祐は了承した。ただ初めは楽しくて仕方なかった遥祐も、欲しいものを手に入れていく中で段々とお金を使うことに悩まされてしまう。

## 書誌情報
- 『バードケージ』 （清水義範(著)、NHK出版、2004年6月）　ISBN 4140054565

## ラジオドラマ
『バードケージ　一億円を使いきれ！』というタイトルで2008年11月17日からNHK-FM内の青春アドベンチャーで放送された。全10話。2010年10月5日から再放送もされている。
- キャスト
  - 竹沢遥祐：中尾明慶
  - 瀬戸川忠：小林勝也
  - 笹原真由：倉科カナ
  - 遥祐の父：関秀人
  - 久美：梶原ひかり